# St. Johnstone Football Club 2010-2011
Questa voce raccoglie le informazioni riguardanti il St. Johnstone Football Club nelle competizioni ufficiali della stagione 2010-2011.

## Rosa
| N. |                        | Ruolo | Calciatore        |
| -- | ---------------------- | ----- | ----------------- |
| 1  | Finlandia (bandiera)   | P     | Peter Enckelman   |
| 2  | Scozia (bandiera)      | D     | David Mackay      |
| 3  | Inghilterra (bandiera) | D     | Danny Grainger    |
| 4  | Inghilterra (bandiera) | C     | Jody Morris       |
| 6  | Inghilterra (bandiera) | D     | Michael Duberry   |
| 7  | Scozia (bandiera)      | C     | Chris Millar      |
| 8  | Lituania (bandiera)    | C     | Arvydas Novikovas |
| 9  | Inghilterra (bandiera) | A     | Sam Parkin        |
| 10 | Scozia (bandiera)      | C     | Liam Craig        |
| 11 | Giamaica (bandiera)    | C     | Cleveland Taylor  |
| 12 | Scozia (bandiera)      | D     | Steven Anderson   |
| 14 | Scozia (bandiera)      | C     | Kevin Moon        |
| 15 | Scozia (bandiera)      | P     | Graeme Smith      |
| 16 | Scozia (bandiera)      | A     | Peter MacDonald   |
| 17 | Irlanda (bandiera)     | D     | Graham Gartland   |
| 19 | Irlanda (bandiera)     | D     | Alan Maybury      |

| N. |                              | Ruolo | Calciatore        |
| -- | ---------------------------- | ----- | ----------------- |
| 20 | Scozia (bandiera)            | C     | Murray Davidson   |
| 21 | Trinidad e Tobago (bandiera) | A     | Collin Samuel     |
| 22 | Australia (bandiera)         | A     | Danny Invincibile |
| 23 | Irlanda (bandiera)           | A     | Andy Jackson      |
| 24 | Scozia (bandiera)            | C     | Jamie Adams       |
| 26 | Scozia (bandiera)            | A     | Stephen Reynolds  |
| 27 | Canada (bandiera)            | A     | Marcus Haber      |
| 28 | Inghilterra (bandiera)       | A     | Jordan Robertson  |
| 31 | Scozia (bandiera)            | D     | Mark Durnan       |
| 32 | Scozia (bandiera)            | A     | Stevie May        |
| 35 | Scozia (bandiera)            | P     | Alexander Clark   |
| 36 | Scozia (bandiera)            | C     | Ricky McIntosh    |
| 37 | Scozia (bandiera)            | C     | Liam Caddis       |
| 45 | Scozia (bandiera)            | P     | Neil Duffy        |
| -  | Irlanda (bandiera)           | A     | Cillian Sheridan  |